# 普鲁士众议院
普鲁士众议院（德語：Preußisches Abgeordnetenhaus），普鲁士议会下议院，是根据《普鲁士宪法》设立的两院之一，成员主要由三级选举权制度产生。 眾議院院址現為柏林市议会。